# スタンザ
スタンザ（伊: stanza, 連または節）は詩節とも呼ばれ、文学や音楽の歌詞において、定型詩（ていけいし）を構成する数行を、1つのまとまりとしてとらえるための単位である。

## 概要
スタンザはイタリア語で「部屋」を意味する "stanza" が語源である。日本では連（れん）と訳されることもある。さらに複数の連をまとめたものを節（せつ）や詩節（しせつ）ともいう。歌詞の中の節は、通常「番」と呼ばれ、「この歌の歌詞は3番まである。」などという。
英語などの言語では、言語が内包するシラブルから生まれるリズム、つまり韻律（いんりつ）を活用して作られる韻文（いんぶん）に対する用語である。通説としては、「韻を踏む（いんをふむ）」語句、すなわち押韻（おういん）を含んだ、4行以上からなる詩に対して使う。行と行のあいだに空白やインデントが置かれている場合は、その前後のまとまりはそれぞれ別のスタンザであるととらえる。空白の行か句読点でスタンザを区切るのが印刷上の慣習なので、現代詩のほとんどは、印刷されたページ上でスタンザを恣意的に表すことが可能である。

## スタンザを用いた実例

### 文学に使われるスタンザ
14行で構成されたソネットのように、必ずしもスタンザとスタンザのあいだに空白やインデントがあるとは限らない。
イングランド王国の詩人、シェイクスピアの『ソネット集』から「ソネット18番」より（原典はウィキソースを参照：「ソネット18番」）。
 Shall I compare thee to a summer's day?

 Thou art more lovely and more temperate:

 Rough winds do shake the darling buds of May,

 And summer's lease hath all too short a date:

 Sometime too hot the eye of heaven shines.

 And often is his gold complexion dimm'd,

 And every fair from fair sometime declines,

 By chance, or nature's changing course untrimm'd.

 But thy eternal summer shall not fade,

 Nor lose possession of that fair thou ow'st;

 Nor shall death brag thou wander'st in his shade,

 When in eternal lines to time thou grow'st;

     So long as men can breathe, or eyes can see.

     So long lives this, and this gives life to thee.
押韻部分をみると、四行連による3つのスタンザ、つまりABAB形式の連続（ABAB CDCD EFEF）と、二行連による1つのスタンザ（GG）を組み合わせた、合計4つのスタンザからなるソネットである。

### 音楽に使われるスタンザ
スタンザは歌の歌詞においても成立することがある。
イギリスのロックバンド、ザ・ビートルズの楽曲「ヘイ・ジュード」より。
ヴァース1……第1スタンザ
```
bad

-
ter

heart

-
ter
```

ヴァース2……第2スタンザ
```
-
fraid

her

skin

-
ter
```

ヴァース1とヴァース2をスタンザとしてとらえると、どちらも押韻構成がABCB形式に一致している。

## 参考資料
1. ↑  “Difference Between Stanza and Verse” [スタンザとヴァースの違い] (英語).   Pediaa.com. 2016年10月25日閲覧。
2. 1 2  "stanza" 國廣哲彌、安井稔、堀内克明（編集主幹）『プログレッシブ英和中辞典』（第４版）、小学館、2021年2月28日閲覧。
3. 1 2 3 4  “Common Examples of Stanza” [スタンザの一般例] (英語).   LiteraryDevices.com. 2016年10月25日閲覧。